# Листокрутка сітчаста
Листокрутка сітчаста (Adoxophyes orana Hb.) — метелик з родини листокруток. Шкідник сільського господарства, пошкоджує всі плодові культури.

## Опис
Розмах крил метелика: самки — 22 міліметри, самця — 15 міліметрів. Передні крила від жовтих до світло-коричневих, з хвилястими поперечними переривчастими лініями. Задні крила світло-сірі, трохи темні біля основи. Яйця жовтого кольору, відкладаються щитками черепицеподібне. Гусениця завдовжки 18 міліметрів, темно-зелена, з невеликою коричневою головою і зеленувато-коричневим грудним щитком. Лялечка зеленувато-коричнева, з темною спинкою. На спинній стороні є два ряди шипиків, на кінці черевця вісім гачечків.

## Екологія
Зимує сітчаста листокрутка в стадії гусениць третього віку в тріщинах кори, біля основи бруньок, під сухими листочками, примотаними павутиною до гілки. Завдає меншої шкоди, ніж смородинова листокрутка. Поширена у всіх зонах України і далеко за її межами.